# Zbiornik Wołgogradzki
Zbiornik Wołgogradzki (ros. Волгоградское водохранилище) – jezioro zaporowe w Rosji, na rzece Wołdze, powstałe po wybudowaniu w latach 1958–1961 zapory dla elektrowni wodnej.
Jest trzecim pod względem wielkości zbiornikiem retencyjnym na Wołdze, po zbiornikach Rybińskim i Kujbyszewskim.